# Altovski saksofon
Altovski saksofon je saksofon, ki ga je iznašel Adolphe Sax, spada pa v družino pihal. Je tretji najmanjši saksofon v družini saksofonov, ki šteje deset inštrumentov. Je najpogosteje uporabljan saksofon, še posebej v klasičnih delih evropskih avtorjev. Zaradi pomanjkanja spoštovanja do izumitelja saksofona, se je le-ta uveljavil šele s pričetki jazz glasbe v pričetku 20. stoletja v ZDA.
Začetniki se najpogosteje začno učiti igranja bodisi na altovski bodisi na tenorski saksofon, saj se oba zelo pogosto uveljavljata tako v klasični kot jazz glasbi, hkrati pa ponujata dobro podlago za učenje tehnike igranja na saksofon.
Altovski saksofon je uglašen v E♭ (za pol tona znižani E), kar pomeni, da bo ton C, zaigran na altovski saksofon zvenel enako kot ton E♭ na inštrumentu, uglašenem v C tonaliteti (klavir, violina, ipd.).
Saksofon ima obseg od koncertnega (C tonaliteta) D♭ (D♭3) do koncertnega A♭ (A♭5) oz. do koncertnega A (A5) za modele, ki imajo zaklopko za visoki F#. Običajni zapisani obseg pa je od B♭ (Bb3) do F/F# (F/F# 5). Veliko dobrih saksofonistov pa obvlada tudi višji register, imenovan altissimo, ki obsega tone celo do dve oktavi nad običajnim obsegom.